# Deutschland (1931)
«Дойчланд» (нем. Deutschland; позднее переименован в «Лютцов», нем. Lützow) — немецкий тяжёлый крейсер. Головной корабль первой послевоенной серии немецких тяжёлых крейсеров. Принимал участие в боевых действиях Второй мировой войны.

## Постройка
Заложен 9 февраля 1928 года, спущен 19 мая 1931 года, вошёл в строй 1 апреля 1933 года. Стал первым крупным военным кораблём, заложенным в Германии после поражения в Первой мировой войне. Решение о постройке стало предметом политической дискуссии. Было принято в результате неудачного общегерманского референдума о запрещении создания корабля, инициированного Коммунистической партией Германии.
25 января 1940 года переименован в «Лютцов» (нем. Lützow), так как Гитлер опасался нежелательного пропагандистского эффекта в случае, если корабль, названный в честь Германии, будет потоплен союзниками.

## Довоенная служба
В первой половине 1930-х годов «Дойчланд», как самый современный и мощный корабль германского флота, широко привлекался для показа флага, совершая заграничные визиты. Не обошлось и без немецких высоких гостей — в апреле 1934 года на крейсере побывал Адольф Гитлер. Учения также занимали немало времени и позволили выявить и устранить проблемы с дизелями.

### Участие в гражданской войне в Испании
В 1936—37 годах «Дойчланд» действовал в испанских водах, формально наблюдая за соблюдением нейтралитета, а фактически поддерживая франкистов. 28 мая 1937 года его атаковала республиканская авиация (в действительности самолётом, атаковавшим «Дойчланд», управлял советский лётчик Н. А. Остряков, но по политическим причинам в официальном сообщении об этом были указаны испанцы Ньера и Мендиола). Крейсер получил два бомбовых попадания, на борту возник пожар, убито 27 моряков, ещё около ста были ранены (ещё четверо впоследствии скончались от ран).

## Вторая мировая война
«Дойчланд» вышел в Атлантику 23 августа 1939 года, ещё до начала Второй мировой войны. Вскоре после открытия военных действий была начата борьба с судоходством Великобритании. Крейсерство оказалось малоудачным — после потопления двух судов общим тоннажем около 7000 брт, 15 ноября 1939 года корабль был вынужден вернуться в Германию из-за проблем с силовой установкой и неисправности бортового гидросамолёта.
В начале  1940 года тяжёлый крейсер «Дойчланд» был переименован в «Лютцов» (Lützow) в связи с продажей в СССР недостроенного тяжёлого крейсера «Лютцов» типа «Адмирал Хиппер».
В апреле 1940 года «Лютцов» участвовал в захвате Норвегии, действуя против Осло, и 9 апреля получил 3 попадания 150-мм снарядов в ходе дуэли с береговыми батареями. При возвращении домой 11 апреля 1940 года был атакован британской ПЛ «Спирфиш» (англ. Spearfish) и получил торпедное попадание в кормовую часть.
После ремонта 13 июня 1941 года пытался прорваться в Атлантику, но был повреждён торпедой с британского самолёта. После продолжительного ремонта «Лютцов» перешёл в Тронхейм, далее в Нарвик. Выходил в море для атаки конвоя PQ-17, но попал в навигационную аварию — столкнулся с грунтом. 31 декабря 1942 года совместно с тяжелым крейсером «Адмирал Хиппер» атаковал в Баренцевом море британский конвой JW-51B, направлявшийся в СССР. Британский эскорт конвоя, состоявший из легких судов, успешно отразил атаку, что вызвало гневную реакцию Гитлера, едва не окончившуюся ликвидацией всех тяжелых единиц надводного флота Германии. Намечавшееся участие в операции против Шпицбергена в сентябре 1943 года было сорвано неполадками с дизелями.
В конце сентября 1943 года ушёл из Норвегии в Киль. После очередного ремонта числился учебным кораблём, а затем был включён в состав 2-й боевой группы, оказывавшей огневую поддержку частям вермахта в Прибалтике. 16 апреля 1945 года, находясь в Свинемюнде, попал под налёт британских ВВС и получил тяжёлые повреждения. Корабль сел на грунт, но продолжал вести огонь главным калибром. При приближении советских войск был 4 мая 1945 года взорван экипажем.
Советские спасатели подняли «Лютцов» и 26 сентября 1946 года он даже был включён в списки ВМФ СССР, но восстановление основательно разрушенного корабля было признано нецелесообразным. 22 июня 1947 года корпус «Лютцова» был потоплен в ходе учений Балтийского флота.

## Повреждения
Во время Второй мировой войны крейсер неоднократно подвергался атакам
английских ВМС и ВВС, получал повреждения, но после ремонтов возвращался в строй. В частности, в апреле 1945, находясь на базе в Свинемюнде, крейсер был атакован 6-тонными бомбами Tallboy. От полученных пробоин корабль лёг на дно, но вскоре был поднят.
4 мая 1945 года был затоплен командой. После окончания войны поднят советскими ВМС и в дальнейшем использовался как мишень на стрельбах Балтийского флота. Окончательно затоплен в Балтийском море в 1949.